# Primeira Liga
Primeira Liga (Română: Prima Ligă), cunoscută și sub numele Liga Portugal Betclic după sponsorul principal, este principala competiție de fotbal a cluburilor profesioniste din Portugalia.
Fondată în 1938, competiția a fost dominată încă de la înființare de trei echipe: Benfica Lisabona, FC Porto și Sporting Lisabona care au câștigat toate titlurile puse în joc, cu excepția a două sezoane: 1945–1946, când campioană a devenit Belenenses și 2000-2001 când titlul a fost cucerit de Boavista.

## Clasamentul UEFA
Coeficientul UEFA în 2025
- 1  Premier League
- 2  Serie A
- 3  La Liga
- 4  Bundesliga
- 5  Ligue 1
- 6  Eredivisie
- 7  Primeira Liga
- 8  Prima Ligă Belgiană

## Cluburi participante în sezonul 2023-24
| Club                 | Oraș                   | Stadion                                               | Capacitate | Clasare în 2022–23 |
| -------------------- | ---------------------- | ----------------------------------------------------- | ---------- | ------------------ |
| Arouca               | Arouca                 | Estádio Municipal de Arouca                           | 5.000      | 5                  |
| Benfica              | Lisabona               | Estádio da Luz                                        | 64.642     | 1                  |
| Boavista             | Porto                  | Estádio do Bessa                                      | 28.263     | 9                  |
| Braga                | Braga                  | Estádio Municipal de Braga                            | 30.286     | 3                  |
| Casa Pia             | Lisabona               | Estádio Nacional                                      | 37.593     | 10                 |
| Chaves               | Chaves                 | Estádio Municipal Eng.º Manuel Branco Teixeira        | 8.400      | 7                  |
| Estoril              | Estoril                | Estádio António Coimbra da Mota                       | 8.015      | 14                 |
| Estrela da Amadora   | Amadora                | Estádio José Gomes                                    | 7.000      | 3 (LP2)            |
| Famalicão            | Vila Nova de Famalicão | Estádio Municipal 22 de Junho                         | 5.307      | 8                  |
| Farense              | Faro                   | Estádio de São Luís                                   | 7.000      | 2 (LP2)            |
| Gil Vicente          | Barcelos               | Estádio Cidade de Barcelos                            | 12.504     | 13                 |
| Moreirense           | Moreira de Cónegos     | Parque de Jogos Comendador Joaquim de Almeida Freitas | 6.153      | 1 (LP2)            |
| Portimonense         | Portimão               | Estádio Municipal de Portimão                         | 6.204      | 15                 |
| Porto                | Porto                  | Estádio do Dragão                                     | 50.033     | 2                  |
| Rio Ave              | Vila do Conde          | Estádio dos Arcos                                     | 9.065      | 12                 |
| Sporting CP          | Lisabona               | Estádio José Alvalade                                 | 50.095     | 4                  |
| Vitória de Guimarães | Guimarães              | Estádio D. Afonso Henriques                           | 30.000     | 6                  |
| Vizela               | Vizela                 | Estádio do FC Vizela                                  | 6.000      | 11                 |

## Lista campioanelor și a golgheterilor
| Club                     | Club                     | Club                     | Club                     | Jucător                           | Jucător                  | Jucător                  |
|                          | Sezon                    | Campioana                | Locul 2                  | Bola de Prata (Golgheter)         | Club                     | Goluri                   |
| Experimental (Neoficial) | Experimental (Neoficial) | Experimental (Neoficial) | Experimental (Neoficial) | Experimental (Neoficial)          | Experimental (Neoficial) | Experimental (Neoficial) |
| ------------------------ | ------------------------ | ------------------------ | ------------------------ | --------------------------------- | ------------------------ | ------------------------ |
|                          | 1934–35                  | Porto                    | Sporting CP              | Soeiro                            | Sporting CP              | 14                       |
|                          | 1935–36                  | Benfica                  | Porto                    | Pinga                             | Porto                    | 21                       |
|                          | 1936–37                  | Benfica (2)              | Belenenses               | Soeiro                            | Sporting CP              | 24                       |
|                          | 1937–38                  | Benfica (3)              | Porto                    | Fernando Peyroteo                 | Sporting CP              | 34                       |
| Definitiv (Oficial)      | Definitiv (Oficial)      | Definitiv (Oficial)      | Definitiv (Oficial)      | Definitiv (Oficial)               | Definitiv (Oficial)      | Definitiv (Oficial)      |
|                          | 1938–39                  | Porto (2)                | Sporting CP              | Costuras                          | Porto                    | 18                       |
|                          | 1939–40                  | Porto (3)                | Sporting CP              | Fernando Peyroteo Slavkoo Kordnya | Sporting CP Porto        | 29                       |
|                          | 1940–41                  | Sporting CP              | Porto                    | Fernando Peyroteo                 | Sporting CP              | 29                       |
|                          | 1941–42                  | Benfica (4)              | Sporting CP              | Correia Dias                      | Porto                    | 36                       |
|                          | 1942–43                  | Benfica (5)              | Sporting CP              | Julinho                           | Benfica                  | 24                       |
|                          | 1943–44                  | Sporting CP (2)          | Benfica                  | Francisco Rodrigues               | Vitória de Setúbal       | 28                       |
|                          | 1944–45                  | Benfica (6)              | Sporting CP              | Francisco Rodrigues               | Vitória de Setúbal       | 21                       |
|                          | 1945–46                  | Belenenses               | Benfica                  | Fernando Peyroteo                 | Sporting CP              | 37                       |
|                          | 1946–47                  | Sporting CP (3)          | Benfica                  | Fernando Peyroteo                 | Sporting CP              | 43                       |
|                          | 1947–48                  | Sporting CP (4)          | Benfica                  | António Araújo                    | Porto                    | 36                       |
|                          | 1948–49                  | Sporting CP (5)          | Benfica                  | Fernando Peyroteo                 | Sporting CP              | 40                       |
|                          | 1949–50                  | Benfica (7)              | Sporting CP              | Julinho                           | Benfica                  | 28                       |
|                          | 1950–51                  | Sporting CP (6)          | Porto                    | Manuel Vasques                    | Sporting CP              | 29                       |
|                          | 1951–52                  | Sporting CP (7)          | Benfica                  | José Águas                        | Benfica                  | 28                       |
|                          | 1952–53                  | Sporting CP (8)          | Benfica                  | Matateu                           | Belenenses               | 29                       |
|                          | 1953–54                  | Sporting CP (9)          | Porto                    | João Martins                      | Sporting CP              | 31                       |
|                          | 1954–55                  | Benfica (8)              | Belenenses               | Matateu                           | Belenenses               | 32                       |
|                          | 1955–56                  | Porto (4)                | Benfica                  | José Águas                        | Benfica                  | 28                       |
|                          | 1956–57                  | Benfica (9)              | Porto                    | José Águas                        | Benfica                  | 30                       |
|                          | 1957–58                  | Sporting CP (10)         | Porto                    | Arsénio Duarte                    | GD CUF                   | 23                       |
|                          | 1958–59                  | Porto (5)                | Benfica                  | José Águas                        | Benfica                  | 26                       |
|                          | 1959–60                  | Benfica (10)             | Sporting CP              | Edmur Ribeiro                     | Vitória de Guimarães     | 25                       |
|                          | 1960–61                  | Benfica (11)             | Sporting CP              | José Águas                        | Benfica                  | 27                       |
|                          | 1961–62                  | Sporting CP (11)         | Porto                    | Veríssimo                         | Porto                    | 23                       |
|                          | 1962–63                  | Benfica (12)             | Porto                    | José Augusto Torres               | Benfica                  | 26                       |
|                          | 1963–64                  | Benfica (13)             | Porto                    | Eusébio                           | Benfica                  | 28                       |
|                          | 1964–65                  | Benfica (14)             | Porto                    | Eusébio                           | Benfica                  | 28                       |
|                          | 1965–66                  | Sporting CP (12)         | Benfica                  | Eusébio Ernesto Figueiredo        | Benfica Sporting CP      | 25                       |
|                          | 1966–67                  | Benfica (15)             | Académica Coimbra        | Eusébio                           | Benfica                  | 31                       |
|                          | 1967–68                  | Benfica (16)             | Sporting CP              | Eusébio                           | Benfica                  | 42                       |
|                          | 1968–69                  | Benfica (17)             | Porto                    | Manuel António                    | Académica Coimbra        | 19                       |
|                          | 1969–70                  | Sporting CP (13)         | Benfica                  | Eusébio                           | Benfica                  | 20                       |
|                          | 1970–71                  | Benfica (18)             | Sporting CP              | Artur Jorge                       | Benfica                  | 23                       |
|                          | 1971–72                  | Benfica (19)             | Vitória de Setúbal       | Artur Jorge                       | Benfica                  | 27                       |
|                          | 1972–73                  | Benfica (20)             | Belenenses               | Eusébio                           | Benfica                  | 40                       |
|                          | 1973–74                  | Sporting CP (14)         | Benfica                  | Héctor Yazalde                    | Sporting CP              | 46                       |
|                          | 1974–75                  | Benfica (21)             | Porto                    | Héctor Yazalde                    | Sporting CP              | 30                       |
|                          | 1975–76                  | Benfica (22)             | Boavista                 | Rui Jordão                        | Benfica                  | 30                       |
|                          | 1976–77                  | Benfica (23)             | Sporting CP              | Fernando Gomes                    | Porto                    | 26                       |
|                          | 1977–78                  | Porto (6)                | Benfica                  | Fernando Gomes                    | Porto                    | 25                       |
|                          | 1978–79                  | Porto (7)                | Benfica                  | Fernando Gomes                    | Porto                    | 27                       |
|                          | 1979–80                  | Sporting CP (15)         | Porto                    | Rui Jordão                        | Sporting CP              | 31                       |
|                          | 1980–81                  | Benfica (24)             | Porto                    | Nené                              | Benfica                  | 20                       |
|                          | 1981–82                  | Sporting CP (16)         | Benfica                  | Jacques Pereira                   | Porto                    | 27                       |
|                          | 1982–83                  | Benfica (25)             | Porto                    | Fernando Gomes                    | Porto                    | 36                       |
|                          | 1983–84                  | Benfica (26)             | Porto                    | Fernando Gomes Nené               | Porto Benfica            | 21                       |
|                          | 1984–85                  | Porto (8)                | Sporting CP              | Fernando Gomes                    | Porto                    | 39                       |
|                          | 1985–86                  | Porto (9)                | Benfica                  | Manuel Fernandes                  | Sporting CP              | 30                       |
|                          | 1986–87                  | Benfica (27)             | Porto                    | Paulinho Cascavel                 | Vitória de Guimarães     | 22                       |
|                          | 1987–88                  | Porto (10)               | Benfica                  | Paulinho Cascavel                 | Sporting CP              | 23                       |
|                          | 1988–89                  | Benfica (28)             | Porto                    | Vata                              | Benfica                  | 16                       |
|                          | 1989–90                  | Porto (11)               | Benfica                  | Mats Magnusson                    | Benfica                  | 33                       |
|                          | 1990–91                  | Benfica (29)             | Porto                    | Rui Águas                         | Benfica                  | 25                       |
|                          | 1991–92                  | Porto (12)               | Benfica                  | Ricky                             | Boavista                 | 30                       |
|                          | 1992–93                  | Porto (13)               | Benfica                  | Jorge Cadete                      | Sporting CP              | 18                       |
|                          | 1993–94                  | Benfica (30)             | Porto                    | Rashidi Yekini                    | Vitória de Setúbal       | 21                       |
|                          | 1994–95                  | Porto (14)               | Sporting CP              | Hassan Nader                      | Farense                  | 21                       |
|                          | 1995–96                  | Porto (15)               | Benfica                  | Domingos Paciência                | Porto                    | 25                       |
|                          | 1996–97                  | Porto (16)               | Sporting CP              | Mário Jardel                      | Porto                    | 30                       |
|                          | 1997–98                  | Porto (17)               | Benfica                  | Mário Jardel                      | Porto                    | 26                       |
|                          | 1998–99                  | Porto (18)               | Boavista                 | Mário Jardel                      | Porto                    | 36                       |
|                          | 1999–00                  | Sporting CP (17)         | Porto                    | Mário Jardel                      | Porto                    | 37                       |
|                          | 2000–01                  | Boavista                 | Porto                    | Renivaldo Pena                    | Porto                    | 22                       |
|                          | 2001–02                  | Sporting CP (18)         | Boavista                 | Mário Jardel                      | Sporting CP              | 42                       |
|                          | 2002–03                  | Porto (19)               | Benfica                  | Fary Faye Simão Sabrosa           | Beira-Mar Benfica        | 18                       |
|                          | 2003–04                  | Porto (20)               | Benfica                  | Benni McCarthy                    | Porto                    | 20                       |
|                          | 2004–05                  | Benfica (31)             | Porto                    | Liédson                           | Sporting CP              | 25                       |
|                          | 2005–06                  | Porto (21)               | Sporting CP              | Albert Meyong                     | Belenenses               | 17                       |
|                          | 2006–07                  | Porto (22)               | Sporting CP              | Liédson                           | Sporting CP              | 15                       |
|                          | 2007–08                  | Porto (23)               | Sporting CP              | Lisandro López                    | Porto                    | 24                       |
|                          | 2008–09                  | Porto (24)               | Sporting CP              | Nenê                              | Nacional                 | 20                       |
|                          | 2009–10                  | Benfica (32)             | Braga                    | Óscar Cardozo                     | Benfica                  | 28                       |
|                          | 2010–11                  | Porto(25)                | Benfica                  | Hulk                              | Porto                    | 23                       |
|                          | 2011–12                  | Porto (26)               | Benfica                  | Óscar Cardozo                     | Benfica                  | 20                       |
|                          | 2012–13                  | Porto (27)               | Benfica                  | Jackson Martínez                  | Porto                    | 26                       |
|                          | 2013–14                  | Benfica (33)             | Sporting CP              | Jackson Martínez                  | Porto                    | 20                       |
|                          | 2014–15                  | Benfica (34)             | Porto                    | Jackson Martínez                  | Porto                    | 21                       |
|                          | 2015–16                  | Benfica (35)             | Sporting CP              | Jonas                             | Benfica                  | 32                       |
|                          | 2016–17                  | Benfica (36)             | Porto                    | Bas Dost                          | Sporting CP              | 34                       |
|                          | 2017–18                  | Porto (28)               | Benfica                  | Jonas Gonçalves Oliveira          | Benfica                  | 34                       |
|                          | 2018–19                  | Benfica (37)             | Porto                    | Haris Seferovic                   | Benfica                  | 23                       |
|                          | 2019–20                  | Porto (29)               | Benfica                  | Mehdi Taremi                      | Rio Ave                  | 18                       |
|                          | 2020–21                  | Sporting CP (19)         | Porto                    | Pedro Gonçalves                   | Sporting CP              | 23                       |
|                          | 2021–22                  | Porto (30)               | Sporting CP              | Darwin Núñez                      | Benfica                  | 26                       |
|                          | 2022–23                  | Benfica (38)             | Porto                    | Mehdi Taremi                      | Porto                    | 22                       |
|                          | 2023–24                  | Sporting CP (20)         | Benfica                  | Viktor Gyökeres                   | Sporting CP              | 29                       |
|                          | 2024–25                  | Sporting CP (21)         | Benfica                  | Viktor Gyökeres                   | Sporting CP              | 39                       |